# Samuel T. Durrance
Samuel Thornton Durrance (* 17. September 1943 in Tallahassee, Florida; † 5. Mai 2023 in Viera, Florida) war ein US-amerikanischer Astrophysiker. Er hat 1990 und 1995 als Nutzlastspezialist an Raumflügen des Space Shuttles teilgenommen, war jedoch kein Berufsastronaut der NASA.

## Leben
Durrance erwarb 1972 einen Bachelor- und 1974 einen Master-Abschluss in Physik an der California State University. 1980 promovierte er in Astro-Geophysik an der University of Colorado at Boulder.
Durrance war Wissenschaftler im Bereich Physik und Astronomie an der Johns Hopkins University. Er war Mitentwickler des Hopkins Ultraviolet Telescope, eines der Instrumente des Astro-Observatoriums.

## Astronautentätigkeit

### STS-61-E
Durrance hätte mit der Raumfähre Columbia im März 1986 zur ASTRO-1-Mission starten sollen. Nach der Challenger-Katastrophe wurde die Mission STS-61-E abgesagt. Die Mannschaft hätte aus Jon McBride, Richard N. Richards, David Leestma, Jeffrey A. Hoffman, Robert A. Parker, Samuel Durrance und Ronald A. Parise bestanden.

### STS-71-A
Die Mission STS-71-A mit der Raumfähre Atlantis hätte am 12. Januar 1987 die ASTRO-2-Spacelab-Mission ins All bringen sollen. Nach der Challenger-Katastrophe wurde der Flug abgesagt. Die Mannschaft hätte aus Jon McBride, Richard Richards, David Leestma, Jeffrey Hoffman, Robert Parker, Nutzlastspezialist Kenneth Nordsieck sowie einem der zwei weiteren Nutzlastspezialisten Samuel Durrance und Ronald Parise bestanden.

### STS-71-M
Die Mission STS-71-M mit der Raumfähre Challenger hätte am 18. August 1987 die ASTRO-3-Spacelab-Mission ins All bringen sollen. Nach der Challenger-Katastrophe wurde der Flug abgesagt. Zur Mannschaft hätten auch Nutzlastspezialist Kenneth Nordsieck sowie einer der zwei weiteren Nutzlastspezialisten Samuel Durrance und Ronald Parise gehört.

### STS-35
Am 2. Dezember 1990 startete Durrance als Nutzlastspezialist mit der Raumfähre Columbia ins All. Bei diesem Flug kam es zu Startverzögerungen, so dass das erste Mal in der Geschichte zwei Space Shuttles startbereit auf den Startrampen gegenüberstanden. Hauptziel der Mission waren astronomische Beobachtungen mit den Geräten der ASTRO-1-Plattform im Bereich der UV- und Röntgenstrahlen. Während der Mission gab es einige technische Probleme, so funktionierten zum Beispiel die Displays zum Ausrichten der ASTRO-1-Teleskope nicht. Die Teleskope mussten deshalb von der Erde aus gesteuert werden. Die wissenschaftlichen Ziele konnten aber trotzdem zu etwa 70 Prozent erreicht werden.

### STS-67
Auf seiner zweiten Weltraummission flog Durrance am 2. März 1995 als Nutzlastspezialist mit dem Space Shuttle Endeavour ins All. Es war der zweite Flug des Astro-Observatoriums mit drei Ultra-Violett-Teleskopen an Bord. Der Flug dauerte über 16 Tage und endete mit der Landung am 18. März 1995 auf der Edwards Air Force Base in Kalifornien.

## Privates
Samuel Durrance war verheiratet und hatte zwei Kinder. Er starb im Mai 2023 im Alter von 79 Jahren an den Folgen der Parkinson-Krankheit.